# ريتشارد واين
ريتشارد واين (بالإنجليزية: Richard Wayne)‏ هو سياسي أمريكي، ولد في 4 أبريل 1804، وتوفي في 27 يونيو 1858.